# Nosopsyllus apicoprominus
Nosopsyllus apicoprominus är en loppart som beskrevs av Tsai Liyuen, Wu Wenching et Liu Chiying 1974. Nosopsyllus apicoprominus ingår i släktet Nosopsyllus och familjen fågelloppor. Inga underarter finns listade i Catalogue of Life.